# Giovanni Giacomo Panciroli

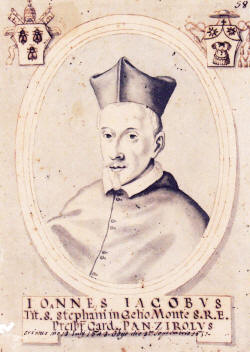
Kardinalstaatssekretär Giovanni Giacomo Panciroli

Giovanni Giacomo Panciroli (* 1587 in Rom; † 3. September 1651 ebenda) war ein italienischer Kardinal der Römischen Kirche und Kardinalstaatssekretär.

## Werdegang
Panciroli wurde 1587 als Sohn eines Schneiders in Rom geboren und dort unterrichtet. 1605 erlangte er den akademischen Grad eines Doctor iuris utriusque.
Er wurde Advokat der Kurie und begleitete Giovanni Battista Pamphili während dessen Dienst in Neapel und Spanien.
1641 wurde er zum Lateinischen Titularpatriarchen von Konstantinopel berufen. Am 12. Januar 1642 spendete ihm Kardinal Giulio Cesare Sacchetti in der Kirche Santa Maria in Vallicella die Bischofsweihe; Mitkonsekratoren waren Kardinal Lelio Falconieri und Alessandro Castracani, Altbischof von Nicastre. 1643 erhob ihn Papst Urban VIII. zum Kardinalpriester mit der Titelkirche Santo Stefano Rotondo. Nach dem Tod Urbans VIII. nahm Panciroli am Konklave von 1644 teil.
Papst Innozenz X. ernannte ihn zum Kardinalstaatssekretär zusammen mit dem Kardinalnepoten Camillo Francesco Maria Pamphilj, bis dieser auf das Amt verzichtete, um Olimpia Aldobrandini zu ehelichen.
Panciroli starb am 3. September 1651 im Quirinalspalast in Rom.